# راي شو
راي شو (بالإنجليزية: Ray Shaw)‏ (18 مايو 1913 بوالسال في المملكة المتحدة - 1 أغسطس 1980) هو مدرب كرة قدم ولاعب كرة قدم بريطاني (وحمل سابقاً جنسية المملكة المتحدة لبريطانيا العظمى وأيرلندا) في مركز نصف الجناح. لعب مع برمنغهام سيتي ودارلاستون تاون.

## وصلات خارجية
- راي شو على موقع Soccerbase.com (مدرب) (الإنجليزية)